# ريغي كورنر
ريغي كورنر (بالإنجليزية: Reggie Corner)‏ هو لاعب كرة قدم أمريكية أمريكي، ولد في 17 نوفمبر 1983 في كانتون في الولايات المتحدة.

## وصلات خارجية
- ريغي كورنر على موقع مرجع كرة القدم المحترفة.كوم (الإنجليزية)